# Joánina
Joánina vagy Joánnia (görög nyelven: Ιωάννινα, angolul: Ioannina) vagy gyakran Jannina (görögül: Γιάννενα) város Északnyugat-Görögországban, az Epirusz régió, és egyben a Joánina prefektúra központja. A város a Jóániai-tóba nyúló hegyfokra épült, 520 méteres tengerszint feletti magasságban. Lakossága 112 ezer fő volt 2011-ben.
A város híres a feta sajtgyártásáról, a baklava süteményéről, az ezüstművességéről.
A Joánnia Egyetem - amely az 1960-as években lett alapítva és jelenleg mintegy 20 ezer diák a hallgatója - illetve az Egyetemes Kórház a város déli részén található.
A régészeti múzeumban az ókori Dodona emlékei is láthatók.

## Éghajlata
| Hónap                                  | Jan. | Feb. | Már. | Ápr. | Máj. | Jún. | Júl. | Aug. | Szep. | Okt. | Nov. | Dec. | Év   |
| -------------------------------------- | ---- | ---- | ---- | ---- | ---- | ---- | ---- | ---- | ----- | ---- | ---- | ---- | ---- |
| Átlagos max. hőmérséklet (°C)          | 10,1 | 11,5 | 14,4 | 17,1 | 23,0 | 27,6 | 30,8 | 30,9 | 26,7  | 21,2 | 15,5 | 11,1 | 20,0 |
| Átlagos min. hőmérséklet (°C)          | 0,2  | 1,0  | 3,2  | 5,9  | 9,6  | 12,8 | 14,9 | 15,0 | 12,2  | 8,5  | 4,7  | 1,8  | 7,5  |
| Átl. csapadékmennyiség (mm)            | 124  | 112  | 95   | 78   | 69   | 44   | 32   | 31   | 54    | 100  | 167  | 175  | 1081 |
| Havi napsütéses órák száma             | 95   | 108  | 143  | 165  | 225  | 296  | 321  | 296  | 208   | 160  | 98   | 75   | 2192 |
| Forrás: Greek National Weather Service |      |      |      |      |      |      |      |      |       |      |      |      |      |

## Története
A paleolit időszakból, mintegy 38 000 évvel ezelőttről találtak kőeszközöket a területen.
Ismeretlen, hogy mikor volt alapítva Joánina, de Prokopiusz történetíró, mint egy "jól megerősített" település ír róla.
I. Iusztinianosz bizánci császár (527–565) sokat fejlesztett a városon, így többen őt tekintik a megalapítójának. 879-ben használták elsőként a Joánina település nevet. A név jelentése görögül Keresztelő Szent János városa.
1082-ben a normannok meghódították a területet I. Bohemund antiochiai fejedelem vezetésével, akik az első középkori erődöket létrehozták. 1430-ban a törökök foglalták el, és mintegy 500 évig, 1913-ig a fennhatóságuk alá tartozott.

## Látnivalók
- Az óváros és a várfalak
- Ali pasa mauzóleum

Az ókori Dodona Színháza

- Aslan pasa mecset (1618-1619 között épült)
- A közeli Jóánina-szigeten (Nisi Ioanninon) a kolostorok
- A közeli Dodona ókori romjai

## Fordítás
Ez a szócikk részben vagy egészben  az   Ioannina című angol Wikipédia-szócikk fordításán alapul.  Az eredeti cikk szerkesztőit annak laptörténete sorolja fel. Ez a jelzés csupán a megfogalmazás eredetét és a szerzői jogokat jelzi, nem szolgál a cikkben szereplő információk forrásmegjelöléseként.

## Külső hivatkozások
- Joánina
- Joánina
- Joánina város hírei
- Joánina város fotógaléria